# Chapadinha
Chapadinha es un municipio brasilero del estado del Maranhão. Su población estimada es de 70 537 habitantes (2009). Su principal actividad económica es la plantación de soja además de un fuerte sector de comercio y servicios, siendo inscipiente la industria (básicamente concentrada en la construcción civil y también metalúrgica).

## Historia
Según antiguos historiadores, Chapadinha nació alrededor del siglo XVIII, donde se encontraban descendientes de los indios Anapurus de la Tribu Tupí, los mismos habitantes de las tierras del bajo parnaíba, localizada en la ruta entre el Puerto de Mango (actualmente ciudad de Nina Rodrigues) y Villa de Brejo (actualmente ciudad de Brejo).

En 1870, el poblado ya tenía una sub-delegaión de policía y un distrito de paz, un batallón de guardia nacional, una escuela creadas por la Ley Provincial n.º 268 de septiembre de 1849. Y la población ya disponía de una capilla cubierta de tejas.
Por el Decreto Ley nº45 del 29 de marzo de 1938, Chapadinha fue elevada la categoría de ciudad.

## Aspectos geográficos
Según el IBGE la densidad demográfica de la población de Chapadinha es de 18,49 habitantes por km² y posee un área de 3.279,3km² 
El clima es tropical húmedo, posee temperatura media de 29 °C. Variable y está a 110 m s. n. m.. La estación lluviosa es de noviembre a mayo.
La topografía es denominada por la chapada baja con vegetación de campos abarcando términos de relieve plano. Y la vegetación del municipio es del tipo serrado y tiene una composición florística diversificada. De entre las especies más comunes se encuentra el babasú, carnaúba, buriti. 